# Daniel Ducarme
Daniel Ducarme (Liegi, 8 marzo 1954 – Bruxelles, 28 agosto 2010) è stato un politico belga, membro del Movimento Riformatore ed ex ministro presidente della Regione di Bruxelles-Capitale in carica dal 2003 al 2004..

## Biografia
Inizia la sua carriera politica nel Partito Riformatore Liberale (PRL); Ducarme è stato sindaco di Thuin in Vallonia dal 1988 al 2000, diventando presidente del partito nel 1999. Nel 2000 si è trasferito a Schaarbeek nella Regione di Bruxelles-Capitale e si è candidato per l'elezione al Consiglio di Schaerbeeck.
Nel 2002, quando il PRL si è fuso con i suoi partner di centrodestra per creare il Movimento Riformatore (MR), Ducarme è divenuto presidente del partito.
Ducarme ha espresso il suo sostegno al Rattachismo.
Nel 2003 ha sostituito il suo collega di partito François-Xavier de Donnea come Ministro presidente della Regione di Bruxelles-Capitale, provocando un risentimento considerevole tra i partiti che rappresentano la comunità di lingua fiamminga poiché era essenzialmente un monopolista francofono, a differenza dei suoi predecessori.
Ducarme si dimise nel 2004 a seguito di accuse di irregolarità da parte del quotidiano L'Avenir in merito ai suoi affari fiscali. Gli succedette come Ministro-Presidente di Jacques Simonet e come presidente del MR Didier Reynders.
Nel 2006, Ducarme propose di tornare in politica, desiderando di rimanere a Schaerbeek nell'elenco MR per le elezioni dell'ottobre 2006, ma alla fine gli fu impedito di farlo. In compenso è stato nominato da Reynders a rappresentare il MR come ambasciatore itinerante all'estero. 
Morì per un tumore il 28 agosto 2010.

## Vita privata
Daniel Ducarme era il padre di Denis Ducarme, ministro federale.